# Thunderbirds (film)
Thunderbirds – amerykańsko-francusko-brytyjski film familijny, komediowy z 2004 roku. Film powstał na podstawie fabuły wykorzystanej w serialu z 1965 roku – Thunderbirds.

## Obsada
- Brady Corbet – Alan Tracy
- Soren Fulton – Fermat
- Genie Francis – Lisa Lowe
- Philip Winchester – Scott Tracy
- Deobia Oparei – Mullion
- Bill Paxton – Jeff Tracy
- Dominic Colenso – Virgil Tracy
- Sophia Myles – Lady Penelope
- Ben Kingsley – Hood
- Anthony Edwards – Brains
- Vanessa Hudgens – Tintin

## Wersja polska
Opracowanie: Start International Polska

Reżyseria: Joanna Wizmur

Dialogi: Joanna Serafińska

Udział wzięli:
- Krzysztof Banaszyk – Jeff Tracy
- Grzegorz Drojewski – Alan Tracy
- Marek Molak – Fermat
- Beata Wyrąbkiewicz – Tin Tin
- Wojciech Paszkowski – Hood
- Aleksander Mikołajczak – Parker
- Joanna Węgrzynowska – Lady Penelope
- Lucyna Malec – Transom
- Tomasz Steciuk – Brains

## Ścieżka dźwiękowa
- „Thunderbirds are Go!”

Oryginalny temat z serialu

Aranżacja: Ramin Djawadi & Hans Zimmer

- „Thunderbirds are Go”

Wykonanie: Busted